# Achille Salvucci
Achille Salvucci (Cessapalombo, 18 luglio 1884 – 18 marzo 1978) è stato un vescovo cattolico italiano.

## Biografia
Il 16 marzo 1907 fu ordinato presbitero per la natale arcidiocesi di Camerino. Nel 1932 fu autore delle Lezioni religioso-morali per i Balilla e le Piccole italiane. 
Il 15 ottobre 1935, a 51 anni, papa Pio XI lo elesse vescovo di Molfetta, Giovinazzo e Terlizzi, in Puglia; ricevette l'ordinazione episcopale il 17 novembre successivo da monsignor Ettore Fronzi, arcivescovo di Camerino Resse le diocesi di Molfetta, Giovinazzo e Terlizzi - unite aeque principaliter - per oltre quarant'anni, accompagnandole nel progressivo processo di trasformazione e unificazione. L'iniziale vicinanza alla propaganda patriottica promossa dall'Italia fascista, che traspare nelle prime lettere pastorali, fu successivamente soppiantata, negli anni della seconda guerra mondiale, da un atteggiamento più distaccato e critico, sfociato poi in una preoccupazione per la condizione pastorale del periodo post-bellico, segnata dal rischio del secolarismo e della massoneria.
Achille Salvucci prese parte alle quattro sessioni del Concilio Ecumenico Vaticano II. A dicembre 1969, quando aveva già 85 anni, gli fu tuttavia affiancato, quale amministratore apostolico sede plena, monsignor Settimio Todisco e quando questi, nel 1975, venne promosso arcivescovo di Brindisi fu sostituito da monsignor Aldo Garzia, che ne divenne anche vescovo coadiutore con diritto di successione e che in effetti alla sua morte, il 18 marzo 1978, lo sostituì alla guida delle tre diocesi.

## Genealogia episcopale
La genealogia episcopale è:
- Cardinale Scipione Rebiba
- Cardinale Giulio Antonio Santori
- Cardinale Girolamo Bernerio, O.P.
- Arcivescovo Galeazzo Sanvitale
- Cardinale Ludovico Ludovisi
- Cardinale Luigi Caetani
- Cardinale Ulderico Carpegna
- Cardinale Paluzzo Paluzzi Altieri degli Albertoni
- Papa Benedetto XIII
- Papa Benedetto XIV
- Papa Clemente XIII
- Cardinale Marcantonio Colonna
- Cardinale Giacinto Sigismondo Gerdil, B.
- Cardinale Giulio Maria della Somaglia
- Cardinale Carlo Odescalchi, S.I.
- Cardinale Costantino Patrizi Naro
- Cardinale Lucido Maria Parocchi
- Vescovo Tito Maria Cucchi
- Arcivescovo Ettore Fronzi
- Vescovo Achille Salvucci